# Alexander Witberg
Alexander Lavrentjevitj Witberg (ursprungligen Carl Magnus Witberg, ryska: Александр Лаврентьевич Витберг), född 26 januari (gamla stilen: 15 januari) 1787 i Sankt Petersburg, död där 24 januari (gamla stilen: 12 januari) 1855, var en rysk målare och arkitekt av svensk börd. 
Alexander Witberg fick första priset vid tävlingen om byggandet av Kristus Frälsarens katedral i Moskva. Grundlöst misstänkt för försnillning vid kyrkobyggandet, förvisades han till Vjatka och gjorde där bekantskap med Alexander Herzen, som mycket sympatiskt skildrat denne swedenborgianske mystiker och filantrop. Han dog i stor fattigdom. 
Alexander Witberg var son till träsnidaren, vagnmakaren och tygtryckaren Lorens Witberg, och växte upp i Sankt Petersburg.
Hans son, Fjodor Vitberg (1846–1919) gjorde sig känd som litteraturhistoriker och bibliograf.